# Claudio Parra
Claudio Parra Pizarro (Viña del Mar, 14 de septiembre de 1945) es un músico, pianista y compositor  chileno. Se ha desempeñado como pianista y tecladista del grupo Los Jaivas desde su formación. Es un referente indiscutido del piano con una sonoridad propiamente chilena, es considerado uno de los más importantes de la historia de Chile.

## Biografía

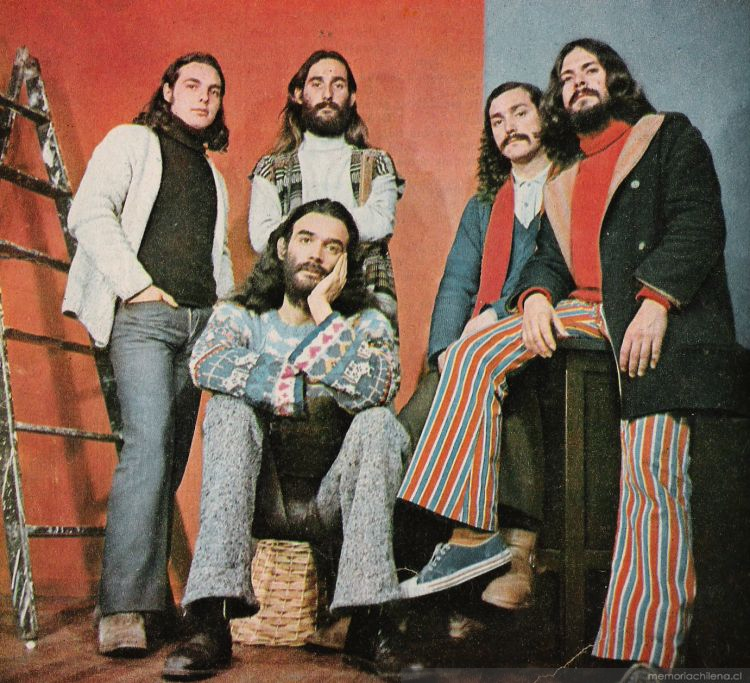
Claudio (el cuarto) con Los Jaivas en 1972

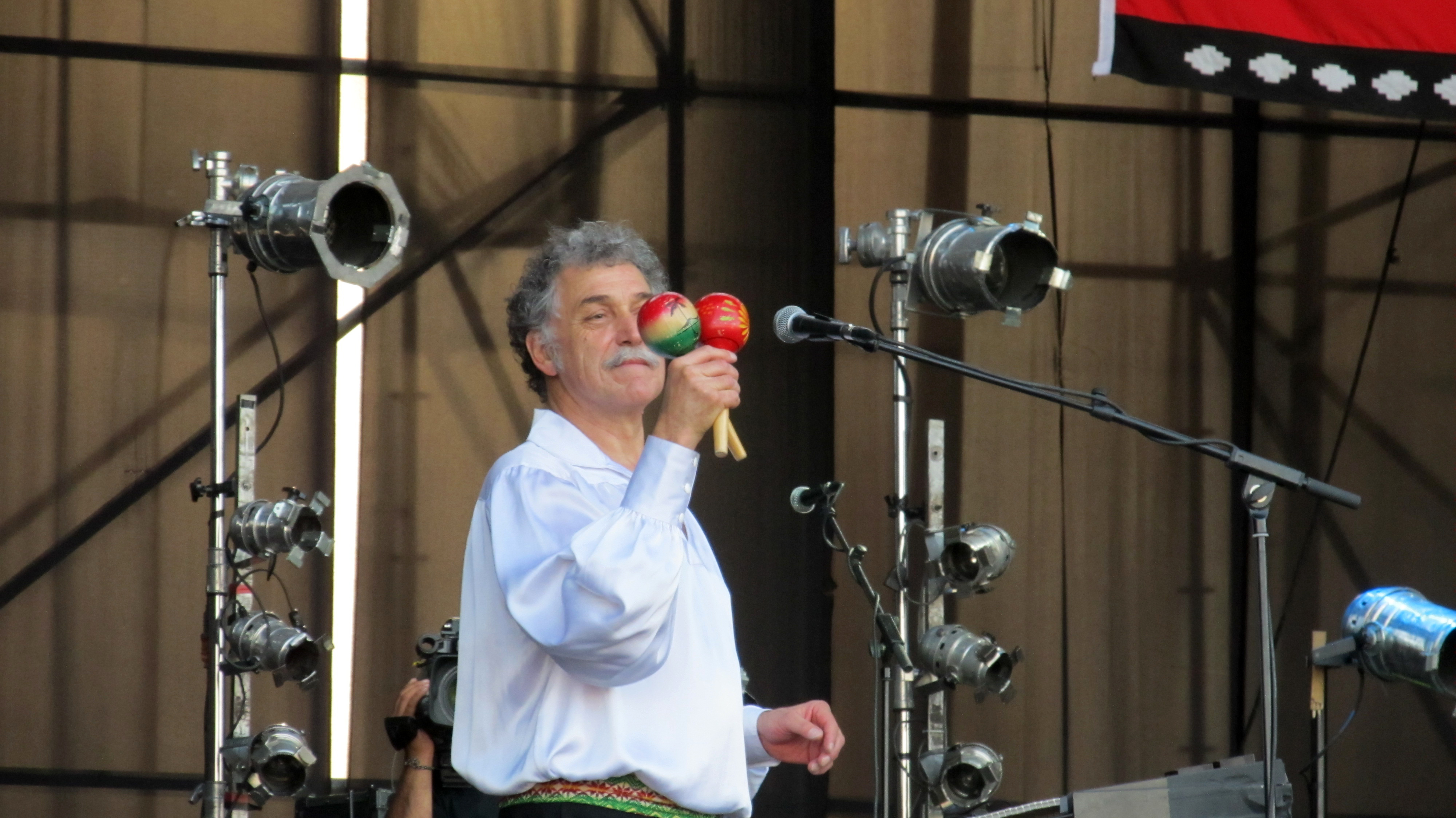
Claudio Parra, junto a Los Jaivas, en el Lollapalooza Chile 2012..

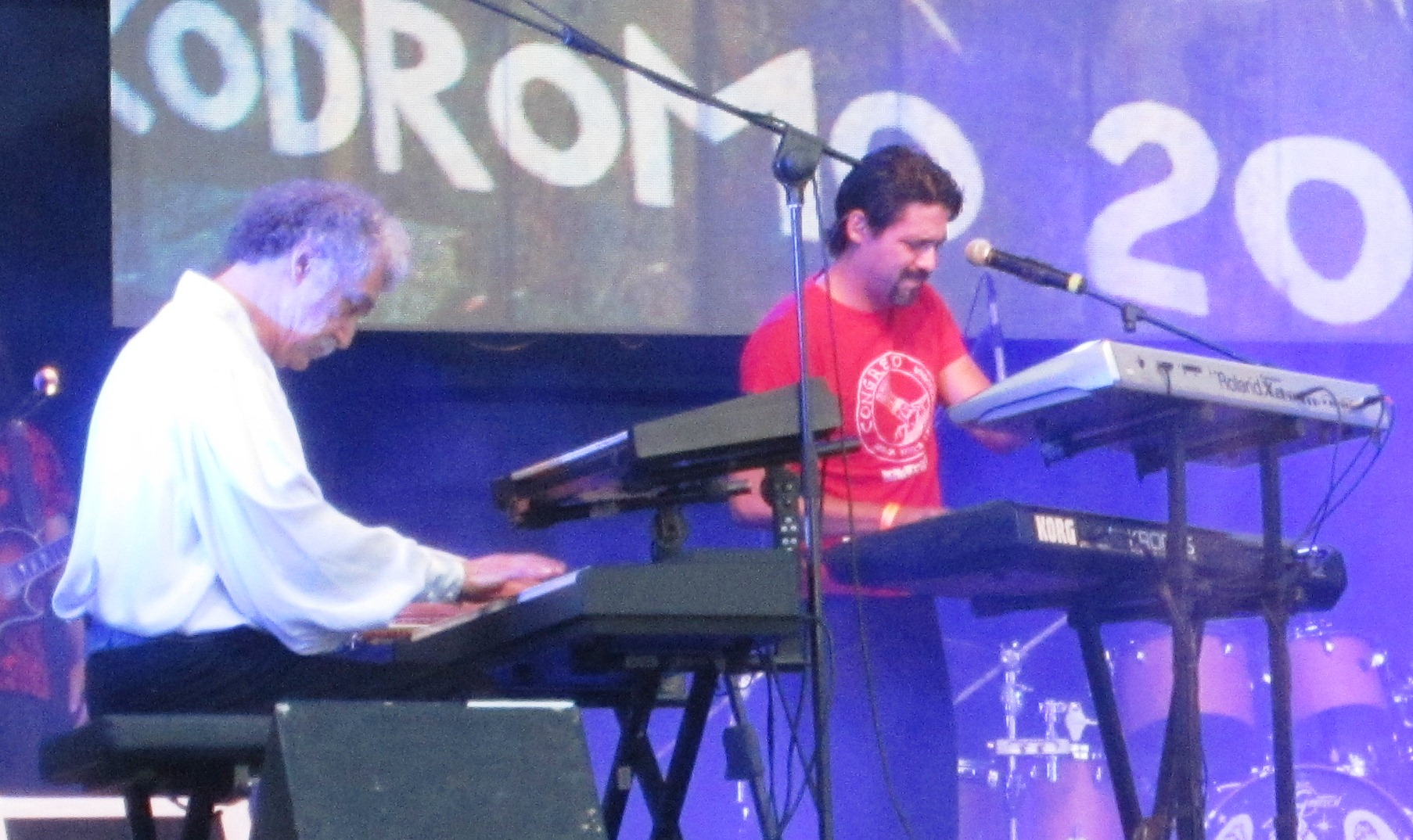
Junto a Sebastián Almarza de Congreso en el Rockódromo 2017 en la Plaza Sotomayor de Valparaíso.

Claudio es parte de la familia Parra de Viña del Mar, que no debe confundirse con el clan Parra, de donde surgieron Violeta, Nicanor y Roberto, entre otros. Es a través de la amistad de esta familia con Mario Mutis y Gato Alquinta que nace el grupo Los Jaivas.
El acercamiento formal a la música se da bajo la influencia de dos familiares: su tío Ramón Parra Román (el "tío Moncho"), quien había sido un talentoso concertista de piano clásico y su tía Gladys, quien lo llevó, junto con su hermano Eduardo, a conciertos de la Orquesta Sinfónica Nacional de Chile y a presentaciones, entre otros, del gran pianista chileno Claudio Arrau. Entre los ocho y los doce años, y gracias a estas influencias, Claudio comienza a cultivar técnicas de música clásica en su ejecución de piano y a aplicarlas a la creación musical colectiva.
Al formarse The High & Bass, la labor de Claudio fue la de tocar el acordeón. Convencido por un profesor de la Universidad Técnica Federico Santa María mientras estudiaba ingeniería en 1965, Claudio decide dejar la carrera, viajar a Santiago y postular al Conservatorio de la Universidad de Chile. Aprendiendo de manera intensiva, ya que sus diecinueve años no son la edad óptima para los estudios de piano, Claudio logra entrar al Conservatorio y se convierte en el único integrante del grupo en tener entrenamiento musical formal. Del acordeón pasa al piano, instrumento que caracterizaría su quehacer en los años más gloriosos del grupo, y que definiría una parte importante de su sonido característico.
Sus conocimientos sobre música docta han llevado, además, a que él sea el constante nexo entre la banda y las orquestas con las que han trabajado en sus incursiones sinfónicas, como "Letanías Por El Azar", "Los Caminos Que Se Abren", "Corre Que Te Pillo" y el disco Mamalluca (1999). La composición de melodías es su fuerte, y su piano característico es el que guía canciones tan importantes como "La Conquistada", "La Poderosa Muerte" y "Mira Niñita", aunque se ve más notorio en obras progresivas como las que adornan el disco Obras de Violeta Parra de 1984 e incluso en su hermosa composición "Elqui", que aparece en Mamalluca. Pero también ha ejecutado interesantes arreglos en sintetizadores, como los que adornan el tema "Amor Americano" de Alturas de Machu Picchu, de 1981 y el disco completo Si Tú No Estás de 1989.
Dentro de la banda, él es el coleccionista empedernido, el encargado de mantener el archivo actualizado de los conciertos y las grabaciones de Los Jaivas, además de los recuerdos y las partituras. Por su carácter sociable, él es el integrante del grupo que ha concedido más entrevistas a la prensa, y en los últimos años se ha convertido en el encargado de presentar los temas en los conciertos. Luego de la muerte de Gato Alquinta, su carácter de "director musical" de la banda lo llevó a ser quien preparó a sus hijos, Eloy y Ankatu para que fueran su reemplazo.
El año 2007 recibió un homenaje de parte de la ingeniera Carolina Hernández en la Plaza de Armas de Santiago de Chile
Es el único en haber estado en Los Jaivas desde el comienzo.

## Instrumentos utilizados
- Piano
  - Modelos Steinway y Yamaha
- Sintetizador
  - Modelos Roland D70, Clavinova PF100, Korg 01WFD, Yamaha DX7, Sampling Cas FZ-1, Minimoog
- Otros instrumentos
  - En los discos de Los Jaivas ha contribuido con: Órgano, Manguera, Piano preparado, Rasca de metal, Tocadiscos, Cencerro, Sonidos pregrabados, Cuerpo, Güiro, Pandereta, Maracas, Tamborcito, Celesta, Triángulo, Gong, Chinchecordio, Xilófono, Órgano, Berimbao, Piano eléctrico, Zampoña, Carillón, Tarka, Matraca, Trutruca, Pito, Clavecín, Marimba, Acordeón, Palo de agua, Tamborileo. Además ha aportado con palmas y coros.